# Марко Юлі-Ганнуксела
Марко Юхані Юлі-Ганнуксела (фін. Marko Juhani Yli-Hannuksela; нар. 21 грудня 1973, Ілмайокі, Південна Пог'янмаа) — фінський борець греко-римського стилю, переможець, срібний та бронзовий призер чемпіонатів світу, дворазовий бронзовий призер чемпіонатів Європи, срібний та бронзовий призер Олімпійських ігор.

## Біографія
Боротьбою почав займатися з 1978 року під керівництвом свого батька Сеппо Юлі-Ганнуксела. Був віце-чемпіоном світу 1993 року серед молоді. Виступав за борцівські клуби «Kisailijat», Ілмайокі, «AV Germania Markneukirchen», «KSV-Alen». Після завершення спортивної кар'єри перейшов на тренерську роботу. Тренував бронзового призера чемпіонату світу, срібного призера чемпіонату Європи, учасника двох Олімпійських ігор Рамі Хієтаніємі та триразового бронзового призера Північних чемпіонатів, багаторазового переможця та призера міжнародних турнірів, учасника Олімпійських ігор Теро Вялімякі.

## Спортивні результати на міжнародних змаганнях

### Виступи на Олімпіадах
| Змагання                    | Збірна    | Вагова категорія                 | Місце  |
| --------------------------- | --------- | -------------------------------- | ------ |
| Літні Олімпійські ігри 1996 | Фінляндія | греко-римська боротьба, до 68 кг | 15     |
| Літні Олімпійські ігри 2000 | Фінляндія | греко-римська боротьба, до 76 кг | Бронза |
| Літні Олімпійські ігри 2004 | Фінляндія | греко-римська боротьба, до 74 кг | Срібло |

### Виступи на Чемпіонатах світу
| Змагання                        | Збірна    | Вагова категорія                 | Місце  |
| ------------------------------- | --------- | -------------------------------- | ------ |
| Чемпіонат світу з боротьби 1994 | Фінляндія | греко-римська боротьба, до 68 кг | 6      |
| Чемпіонат світу з боротьби 1995 | Фінляндія | греко-римська боротьба, до 68 кг | 8      |
| Чемпіонат світу з боротьби 1997 | Фінляндія | греко-римська боротьба, до 76 кг | Золото |
| Чемпіонат світу з боротьби 1998 | Фінляндія | греко-римська боротьба, до 76 кг | 9      |
| Чемпіонат світу з боротьби 1999 | Фінляндія | греко-римська боротьба, до 76 кг | 10     |
| Чемпіонат світу з боротьби 2001 | Фінляндія | греко-римська боротьба, до 76 кг | 6      |
| Чемпіонат світу з боротьби 2002 | Фінляндія | греко-римська боротьба, до 74 кг | 9      |
| Чемпіонат світу з боротьби 2003 | Фінляндія | греко-римська боротьба, до 74 кг | 7      |
| Чемпіонат світу з боротьби 2005 | Фінляндія | греко-римська боротьба, до 74 кг | Бронза |
| Чемпіонат світу з боротьби 2006 | Фінляндія | греко-римська боротьба, до 74 кг | Срібло |
| Чемпіонат світу з боротьби 2007 | Фінляндія | греко-римська боротьба, до 74 кг | 15     |

### Виступи на Чемпіонатах Європи
| Змагання                         | Збірна    | Вагова категорія                 | Місце  |
| -------------------------------- | --------- | -------------------------------- | ------ |
| Чемпіонат Європи з боротьби 1994 | Фінляндія | греко-римська боротьба, до 68 кг | 12     |
| Чемпіонат Європи з боротьби 1995 | Фінляндія | греко-римська боротьба, до 68 кг | Бронза |
| Чемпіонат Європи з боротьби 1996 | Фінляндія | греко-римська боротьба, до 68 кг | 5      |
| Чемпіонат Європи з боротьби 1997 | Фінляндія | греко-римська боротьба, до 69 кг | 4      |
| Чемпіонат Європи з боротьби 1998 | Фінляндія | греко-римська боротьба, до 76 кг | 7      |
| Чемпіонат Європи з боротьби 1999 | Фінляндія | греко-римська боротьба, до 76 кг | 6      |
| Чемпіонат Європи з боротьби 2000 | Фінляндія | греко-римська боротьба, до 76 кг | 12     |
| Чемпіонат Європи з боротьби 2001 | Фінляндія | греко-римська боротьба, до 76 кг | 9      |
| Чемпіонат Європи з боротьби 2002 | Фінляндія | греко-римська боротьба, до 74 кг | Бронза |
| Чемпіонат Європи з боротьби 2003 | Фінляндія | греко-римська боротьба, до 74 кг | 8      |
| Чемпіонат Європи з боротьби 2007 | Фінляндія | греко-римська боротьба, до 74 кг | 17     |

### Виступи на інших змаганнях
| Змагання                                                             | Збірна    | Вагова категорія                 | Місце  |
| -------------------------------------------------------------------- | --------- | -------------------------------- | ------ |
| Кубок Вантаа з боротьби 1995                                         | Фінляндія | греко-римська боротьба, до 74 кг | Золото |
| Північний чемпіонат з боротьби 1996                                  | Фінляндія | греко-римська боротьба, до 74 кг | Бронза |
| Кубок Вантаа з боротьби 1996                                         | Фінляндія | греко-римська боротьба, до 74 кг | Золото |
| Кубок Вантаа з боротьби 1997                                         | Фінляндія | греко-римська боротьба, до 76 кг | Бронза |
| Тестовий турнір FILA 1998                                            | Фінляндія | греко-римська боротьба, до 76 кг | Срібло |
| Гран-прі Німеччини з боротьби 1998                                   | Фінляндія | греко-римська боротьба, до 76 кг | 5      |
| Міжнародний меморіал Дейва Шульца 1999                               | Фінляндія | греко-римська боротьба, до 76 кг | Золото |
| Олімпійський кваліфікаційний турнір з боротьби 2000 (Фаенца)         | Фінляндія | греко-римська боротьба, до 76 кг | 8      |
| Олімпійський кваліфікаційний турнір з боротьби 2000 (Клермон-Ферран) | Фінляндія | греко-римська боротьба, до 76 кг | Золото |
| Олімпійський кваліфікаційний турнір з боротьби 2000 (Ташкент)        | Фінляндія | греко-римська боротьба, до 76 кг | 12     |
| Олімпійський кваліфікаційний турнір з боротьби 2000 (Колорадо)       | Фінляндія | греко-римська боротьба, до 76 кг | Золото |
| Північний чемпіонат з боротьби 2003                                  | Фінляндія | греко-римська боротьба, до 74 кг | Золото |
| Гран-прі Німеччини з боротьби 2004                                   | Фінляндія | греко-римська боротьба, до 84 кг | Срібло |
| Північний чемпіонат з боротьби 2006                                  | Фінляндія | греко-римська боротьба, до 84 кг | Золото |
| Гран-прі Німеччини з боротьби 2007                                   | Фінляндія | греко-римська боротьба, до 84 кг | 24     |
| Олімпійський кваліфікаційний турнір з боротьби 2008 (Роме-Остія)     | Фінляндія | греко-римська боротьба, до 74 кг | 21     |
| Олімпійський кваліфікаційний турнір з боротьби 2008 (Новий Сад)      | Фінляндія | греко-римська боротьба, до 74 кг | 5      |

### Виступи на змаганнях молодших вікових груп
| Змагання                                          | Збірна    | Вагова категорія                 | Місце  |
| ------------------------------------------------- | --------- | -------------------------------- | ------ |
| Чемпіонат Європи з боротьби серед молоді 1992     | Фінляндія | греко-римська боротьба, до 68 кг | 4      |
| Чемпіонат світу з боротьби серед молоді 1993      | Фінляндія | греко-римська боротьба, до 68 кг | Срібло |
| Північний чемпіонат з боротьби серед юніорів 1991 | Фінляндія | греко-римська боротьба, до 68 кг | Золото |
| Чемпіонат світу з боротьби серед юніорів 1991     | Фінляндія | греко-римська боротьба, до 68 кг | 8      |
| Північний чемпіонат з боротьби серед юніорів 1992 | Фінляндія | греко-римська боротьба, до 68 кг | Золото |
| Північний чемпіонат з боротьби серед юніорів 1993 | Фінляндія | греко-римська боротьба, до 74 кг | Золото |